# 丸山貴史 (図鑑制作者)
丸山 貴史（まるやま たかし、1971年 - ）は、日本の編集者、文筆家。好きな動物はツチブタ。
東京都出身。図鑑制作のスペシャリストであり、制作に関わってきた図鑑は100冊以上。子どもたちに生きものの面白さを伝えるために活動している。サンミュージック所属。

## 略歴
法政大学在学中から、自然科学分野に特化した編集プロダクションであるネイチャー・プロ編集室で働きはじめる。
退職後、イスラエルのネゲブ砂漠にあるダチョウ牧場で働きながら、砂漠の生きものを調査。このとき、ハイラックスに噛まれる。
イスラエルを出国後、エジプトから東アフリカをまわる。アフリカ最高峰であるキリマンジャロの山頂でビールを飲み、高山病で苦しむ。
帰国後は人類文化社に編集者として勤務し、マレーシア、沖縄、ガラパゴス諸島などで取材。タイの山奥でデング熱にかかる。
独立後はフリー編集者として活動し、ボルネオ、コモド島、キューバ、ロシアなどで取材を行う。
2008年、株式会社アードバークを設立。図鑑制作のみに留まらず、埼玉県庁や朝日小学生新聞サマースクールなどで講演も行っている。
2021年9月、おさるのジョージ公式サイトにて、子供たちの疑問に回答する「キュリアス先生」として登場している。
サンミュージックの無料お笑い塾SEAを1期生として卒業し、サンミュージックに所属。芸人ではなく文化人としての所属であるが、R-1グランプリ2025では2回戦に進出している。

## 著書
- 『おもしろい! 進化のふしぎ ざんねんないきもの事典』高橋書店 2016
- 『おもしろい! 進化のふしぎ 続ざんねんないきもの事典』高橋書店 2017
- 『わけあって絶滅しました。世界一おもしろい絶滅したいきもの図鑑』ダイヤモンド社 2018
- 『続 わけあって絶滅しました。世界一おもしろい絶滅したいきもの図鑑』ダイヤモンド社 2019
- 『も～っと わけあって絶滅しました。世界一おもしろい絶滅したいきもの図鑑』ダイヤモンド社 2020
- 『いまさら恐竜入門』西東社 2020
- 『オス・メスくらべるとこんなに違う つがい動物図鑑』かんき出版 2020
- 『プチペディアブック せかいの動物』アマナイメージズ 2015
- 『プチペディアブック にほんの昆虫』アマナイメージズ 2015
- 『進化のたまもの! どうぶつのタマタマ学』緑書房 2022
- 『どうしてそうなった!? いきものの名前 奥深い和名と学名の意味・しくみ・由来』緑書房 2023
- 『毒図鑑 生きていくには毒が必要でした。』幻冬舎 2024
- 『進化がわかる妖怪図鑑－妖怪はこうして生まれた－』紀伊國屋書店 2024

### 監修・監訳
- 『せつない動物図鑑』ダイヤモンド社 2017
- 『生まれたときからせつない動物図鑑』ダイヤモンド社 2018
- 『ゴリラはうんちを投げて愛を伝えるんだってよ!! チョーヤバイ!脱力系いきもの事典』小学館 2021
- 『わけあって絶滅したけど、すごいんです。 世界一たのしい進化の歴史』ダイヤモンド社 2022
- 『わけあって絶滅しました。ビューティフル』ヒーローズ 2023

### 編集
- 『世界珍獣図鑑』人類文化社 2000
- 『世界珍虫図鑑』人類文化社 2001
- 『哺乳類観察ブック』人類文化社 2001
- 『コウモリ観察ブック』人類文化社 2002
- 『西表島フィールドガイド』人類文化社 2002
- 『ずかん さなぎ』技術評論社 2015
- 『進化がわかる動物図鑑』ほるぷ出版 1998
- 『ゴキブリだもん～美しきゴキブリの世界～』幻冬舎コミックス 2005

### 共著
- 『外来生物はなぜこわい？① 外来生物ってなに？』ミネルヴァ書房 2018
- 『外来生物はなぜこわい？② 陸の外来生物』ミネルヴァ書房 2018
- 『外来生物はなぜこわい？③ 水辺の外来生物』ミネルヴァ書房 2018

## テレビ出演
- 世界一受けたい授業 ～およそ1000通の読者アンケートで分かった!反響の大きかった「ざんねんないきもの」トップ10～ 2017.11.4.[11]
- 世界一受けたい授業 ～145万部突破のベストセラーを完全映像化!　まだまだあった!「ざんねんないきものトップ10」～ 2018.1.13.[11]
- 世界一受けたい授業 ～いきものの生存競争ミステリー 「わけあって絶滅しました。」～ 2018.12.8.[11]
- 世界一受けたい授業 ～「わけあって絶滅しました。」第2弾～ 2019.6.29.[11]
- NMBとまなぶくん 2018.11.16.[12]
- ゴロウ・デラックス 2018.11.29.[13]
- 教えてもらう前と後 ～動物大好き１００の声！滝クリ弟ロラン＆スノーマン大激走ＳＰ～ 2020.09.15.
- ピーコ＆兵動のピーチケパーチケ 2020.9.2.
- スピードワゴンの月曜The NIGHT ～おもしろ動物研究SP～ 2020.8.18.[14]
- スピードワゴンの月曜The NIGHT ～交尾SP～ 2020.12.15.[15]
- スピードワゴンの月曜The NIGHT ～捕食と交尾SP～ 2021.9.14.[16]
- 午前0時の森 ～ちょっと残念な生き物の名前を愛でようの森～ 2024.2.5.